# Richard Émile Augustin de Candolle
Richard-Émile-Augustin de Candolle (Surrey, 8 de diciembre de 1868 - Vallon, 4 de mayo de 1920) fue un botánico suizo. Entre 1910 a 1918, fue también cónsul de Gran Bretaña en Ginebra. Profesor en Montpellier, luego en Ginebra, y fundador del Jardin botanique des Bastions.

## Biografía
Nieto del también botánico Alphonse Louis Pierre Pyrame de Candolle, e hijo de Casimir Pyrame de Candolle y de Anna-Mathilde Marcet, con tres hermanos: Raymond Charles de Candolle 1864-1935, Florence Pauline Lucienne de Candolle 1865-1943, Reyne Marguerite de Candolle 1876-1958; inicialmente estudió en Ginebra, los siguió en Londres, y finalmente en Leipzig y en Heidelberg. Siempre orientados a la botánica, siguiendo los pasos de su padre. Al terminar sus estudios consiguió el puesto de profesor de Historia Natural en la Universidad de Ginebra y de Director del Jardín Botánico de Ginebra. Trabajó en la flora de Madagascar.
Estudió el origen de las plantas cultivadas y la importancia de los factores ambientales en el desarrollo de los organismos vivos; se dedicó también a la fijación de las normas internacionales de la nomenclatura botánica.

## Honores
Miembro de:
- Sociedad helvética de Ciencias Naturales
- Sociedad botánica de Ginebra
- Sociedad botánica de Suiza
- Sociedad física de Historia Natural, de la que fue su presidente en 1914

- La abreviatura «Aug.DC.» se emplea para indicar a Richard Émile Augustin de Candolle como autoridad en la descripción y clasificación científica de los vegetales.[3]